# Finále dvouhry WTA Tour Championships 2011
| Turnaj mistryň 2011 – finále Petra Kvitová (3) vs. Viktoria Azarenková (4) |                                                   |                                                   |                                                   |                                                   |                                                   |
|                                                                            | 1.                                                | 2.                                                | 3.                                                |                                                   |                                                   |
| Petra Kvitová                                                              | 7                                                 | 4                                                 | 6                                                 |                                                   |                                                   |
| Viktoria Azarenková                                                        | 5                                                 | 6                                                 | 3                                                 |                                                   |                                                   |
|                                                                            |                                                   |                                                   |                                                   |                                                   |                                                   |
| Datum:                                                                     | 30. října 2011                                    | 30. října 2011                                    | 30. října 2011                                    | 30. října 2011                                    | 30. října 2011                                    |
| Turnaj:                                                                    | Turnaj mistryň                                    | Turnaj mistryň                                    | Turnaj mistryň                                    | Turnaj mistryň                                    | Turnaj mistryň                                    |
| Místo:                                                                     | Sinan Erdem Dome Istanbul, Turecko                | Sinan Erdem Dome Istanbul, Turecko                | Sinan Erdem Dome Istanbul, Turecko                | Sinan Erdem Dome Istanbul, Turecko                | Sinan Erdem Dome Istanbul, Turecko                |
| Žebříček:                                                                  | Petra Kvitová: 3. WTA Viktoria Azarenková: 4. WTA | Petra Kvitová: 3. WTA Viktoria Azarenková: 4. WTA | Petra Kvitová: 3. WTA Viktoria Azarenková: 4. WTA | Petra Kvitová: 3. WTA Viktoria Azarenková: 4. WTA | Petra Kvitová: 3. WTA Viktoria Azarenková: 4. WTA |
| Předešlý poměr vzájemných zápasů: Kvitová vs. Azarenková 3–2               |                                                   |                                                   |                                                   |                                                   |                                                   |
| Petra Kvitová (Česko)                                                      |                                                   |                                                   |                                                   |                                                   |                                                   |
| Viktoria Azarenková (Bělorusko)                                            |                                                   |                                                   |                                                   |                                                   |                                                   |

Finále dvouhry na WTA Tour Championships 2011 – turnaji mistryň, se odehrálo 30. října 2011 v istanbulském Dómu Sinana Erdema před 13 676 diváky. Po setech 7–5, 4–6 a 6–3 v něm za sto čtyřicet osm minut vyhrála Češka Petra Kvitová nad Běloruskou Viktorií Azarenkovou a získala tak první titul z této události.
Azarenková se turnaje účastnila potřetí. Kvitová zde debutovala a stala se tak po Sereně Williamsové (2001) a Marii Šarapovové (2004) třetí hráčkou historie, která zvítězila hned při svém premiérovém startu. Současně je první šampiónkou narozenou v 90. letech a první vítězkou hrající levou rukou od roku 1992, kdy titul vyhrála Monika Selešová.
Dalšími dvěma Češkami, které v minulosti vyhrály soutěž dvouhry na turnaji mistryň, jsou Jana Novotná (1997) a osminásobná šampiónka Martina Navrátilová, která získala první dva tituly v letech 1978 a 1979, kdy ještě nebyla americkou občankou. Finále si také zahrály Helena Suková v roce 1985 a Hana Mandlíková na prvním ze dvou turnajů roku 1986.
Azarenková se stala první Běloruskou v historii, která se probojovala do finále dvouhry turnaje mistryň. Šestkrát se této události zúčastnila její krajanka Nataša Zverevová, která došla nejdále v roce 1995 do semifinále.
Podle Jany Novotné považovala většina nejlepších tenistek její éry závěrečný turnaj za pátý grandslam.

## 41. ročník turnaje mistryň

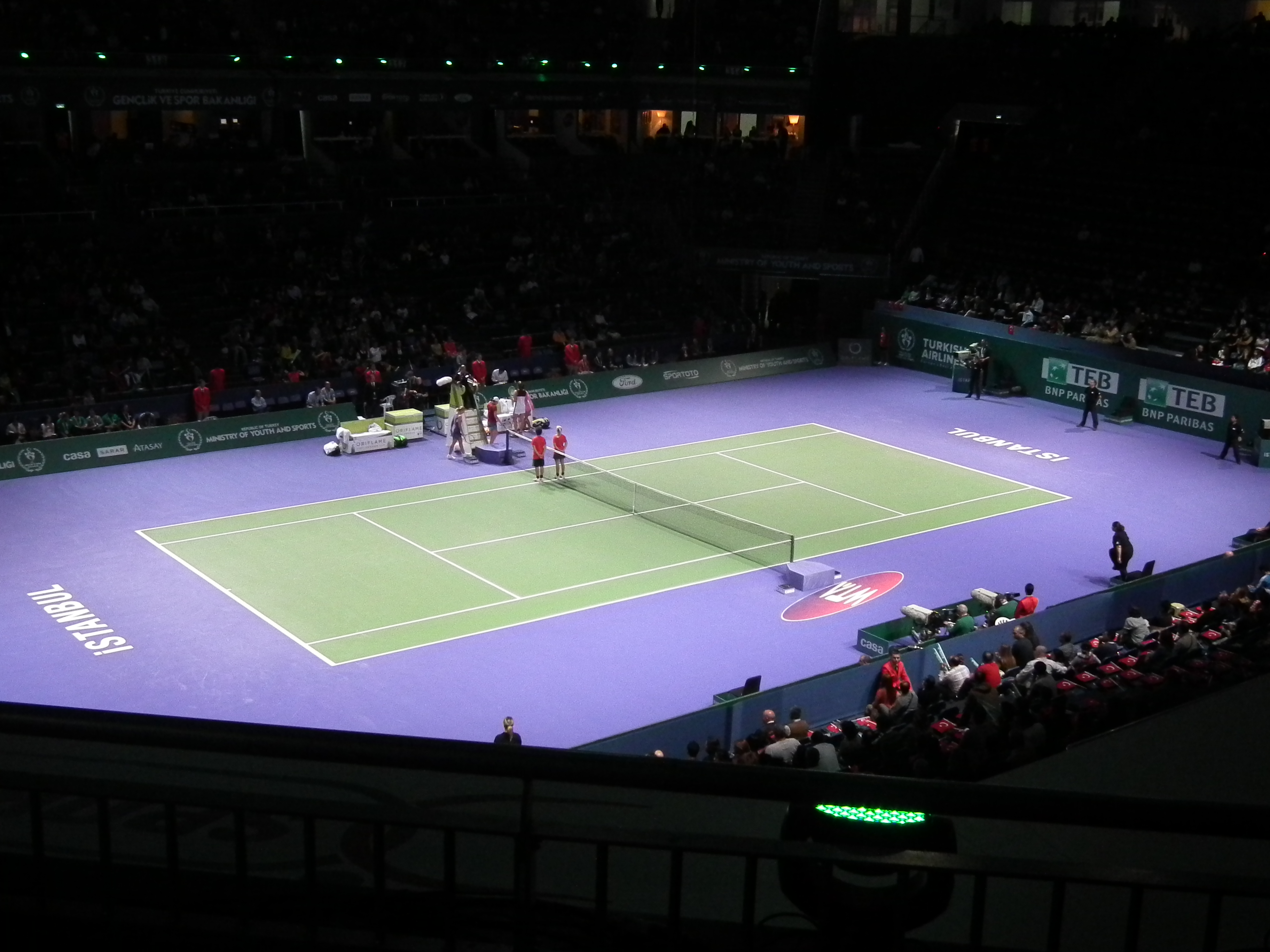
Dvorec v Sinan Erdem Dome

41. ročník dvouhry Turnaje mistryň představoval jednu ze dvou závěrečných událostí ženské profesionální sezóny 2011 pro osm nejlepších hráček singlového žebříčku WTA Race. Poprvé se konal v istanbulském Dómu Sinana Erdema. Hrálo se na dvorci s tvrdým povrchem v období mezi 25. až 30. říjnem 2011.
Osm hráček bylo rozděleno do dvou čtyřčlenných základních skupin – červené a bílé. Dvě nejlepší tenistky z každé skupiny postoupily do semifinále a vítězky pak sehrály finále.

## Aktéři
Předchozí vzájemný poměr utkání obou finalistek vyzníval mírně ve prospěch Kvitové, když od roku 2008 zvítězila ve třech z pěti zápasů.
První dvě vzájemná utkání vyhrála Azarenková bez ztráty setu, nejdříve na antuce v úvodním kole pražského ECM Prague Open 2008 a podruhé v prvním kole Australian Open 2009. Zbylé tři zápasy naopak získala Kvitová, a to postupně ve třetím kole Wimbledonu 2010, ve finále antukového Mutua Madrileña Open 2011 a konečně opět ve Wimbledonu 2011, tentokrát v semifinálové fázi.

### Petra Kvitová

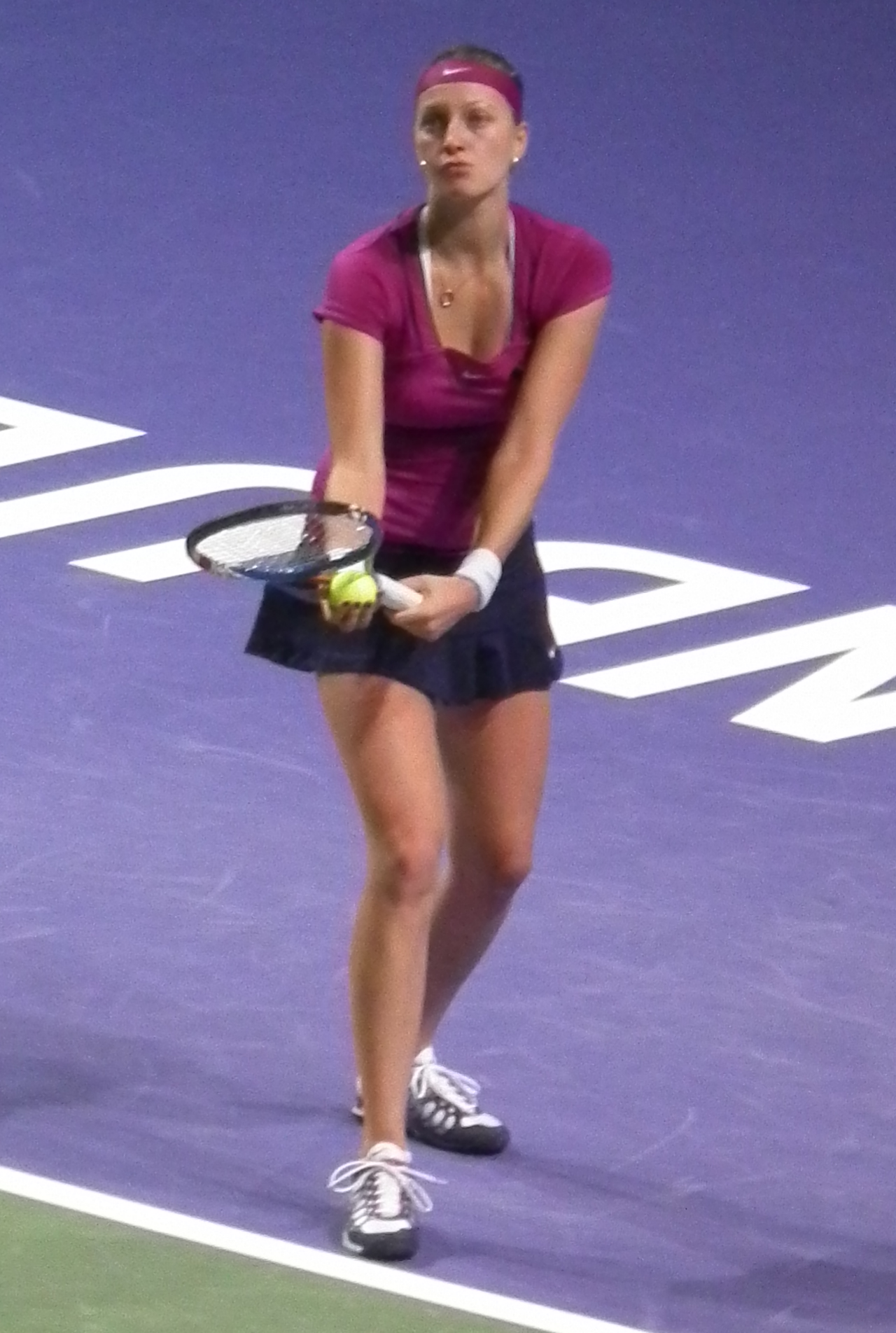
Petra Kvitová na podání

Petra Kvitová (nar. 1990) se na turnaj kvalifikovala 1. října. V předchozí části ženské sezóny 2011 získala pět titulů ve dvouhře, což po šesti trofejích Caroliny Wozniacké, představovalo druhý nejvyšší počet na okruhu.
Rok začala ziskem titulu z australského Brisbane International, když ve finále porazila Andreu Petkovicovou 6–1, 6–3. Druhý triumf si připsala z pařížského Open GDF Suez, v němž ve finále přehrála aktuální vítězku Australian Open a světovou dvojku Kim Clijstersovou 6–4, 6–3. Potřetí vyhrála na události druhé nejvyšší kategorie okruhu Premier Mandatory, a to v madridském Mutua Madrileña Open po finálovém vítězství nad Běloruskou Viktorií Azarenkovou 7–6(7–3), 6–4.
Nejvýznamnější titul kariéry a čtvrtý v sezóně přišel na nejslavnějším turnaji světa ve Wimbledonu, kde z pozice turnajové osmičky ve finále přehrála Rusku Marii Šarapovovou 6–3, 6–4.
Poslední trofej pak získala v polovině října na turnaji v rakouském Linci, když v boji o titul zdolala Dominikou Cibulkovou 6–4, 6–1.
Na singlovém žebříčku WTA jí před zahájením turnaje mistryň k 24. říjnu patřilo 3. místo s 5 970 body. V následné pondělní aktualizaci z 31. října se posunula na své osobní maximum, když byla hodnocena na 2. místě se ziskem 7 370 bodů a ztrátou 115 bodů na světovou jedničku Dánku Caroline Wozniackou.
V hale byli přítomni trenéři David Kotyza a Jozef Ivanko, stejně jako její přítel Adam Pavlásek.

#### Předchozí zápasy
V základní červené skupině neztratila jako jediná účastnice turnaje žádný zápas. Postupně hladce porazila nasazenou šestku Rusku Zvonarevovou, poté také ve dvou setech světovou jedničku Dánku Wozniackou. Při jistotě postupu do semifinále si poradila s Polkou Radwańskou a základní fází prošla bez ztráty jediné sady.
V úvodním sobotním semifinále dvouhry se jako vítězka červené skupiny utkala s druhou v pořadí z bílé skupiny, aktuální šampiónkou US Open 2011 a sedmou nasazenou Australankou Samanthou Stosurovou. Na úvod prohrála první set na turnaji, ale utkání dokázala otočit a po výhře ve zbylých dvou sadách postoupila do finále.
| Darum     | Fáze            | Soupeřka                | Výsledek      |
| --------- | --------------- | ----------------------- | ------------- |
| 25. října | Červená skupina | Věra Zvonarevová (6)    | 6–2, 6–4      |
| 27. října | Červená skupina | Caroline Wozniacká      | 6–4, 6–2      |
| 28. října | Červená skupina | Agnieszka Radwańska (8) | 7–6(7–4), 6–3 |
| 29. října | Semifinále      | Samantha Stosurová (7)  | 5–7, 6–3, 6–3 |

### Viktoria Azarenková

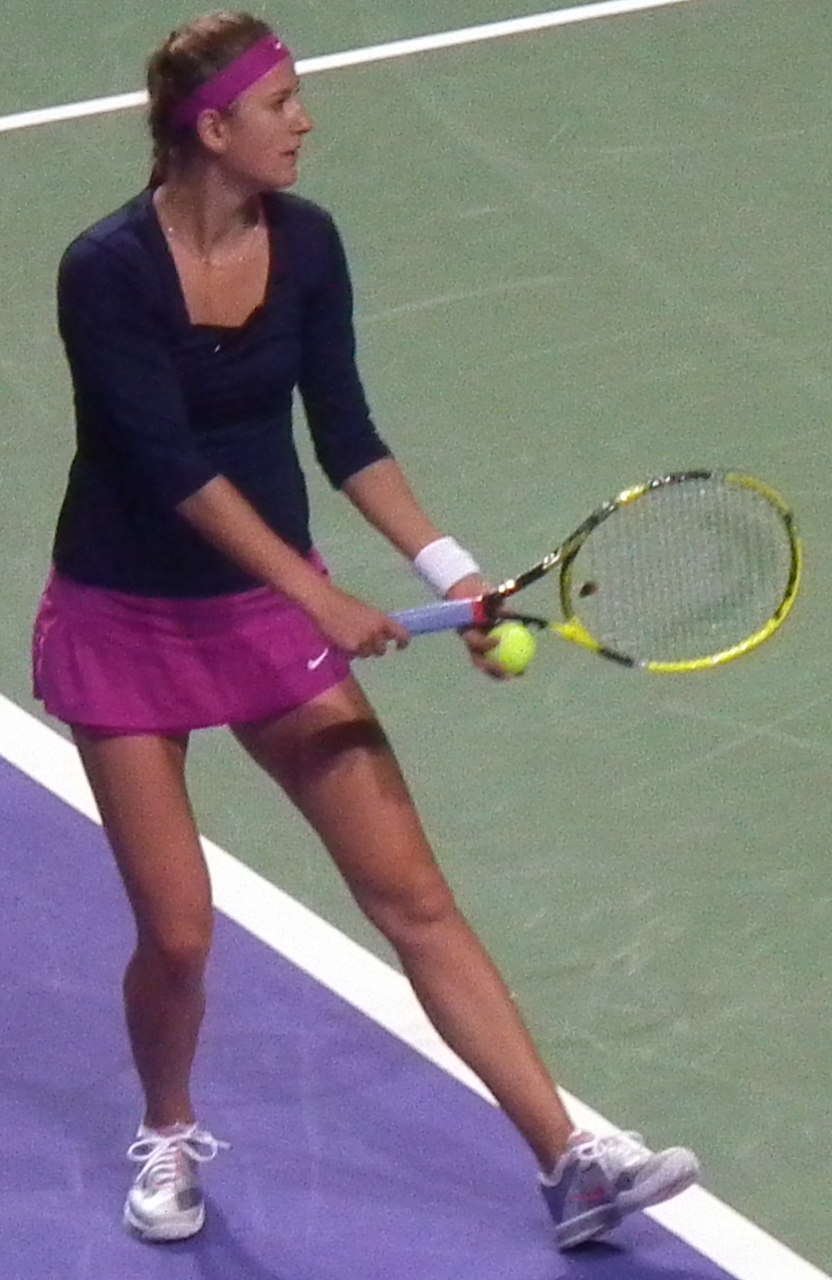
Viktoria Azarenková na podání

Viktoria Azarenková (nar. 1989) se na turnaj kvalifikovala spolu s Kvitovou také 1. října. Během předchozí části sezóny vyhrála tři singlové tituly.
Nejdříve získala triumf na Sony Ericsson Open, kde ve finále porazila Rusku Marií Šarapovou 6–1, 6–4. Následující týden si připsala první antukový titul kariéry, když dominoavala na španělském Andalucia Tennis Experience, po finálové výhře nad Rumunkou Irinu-Camelii Beguovou 6–3, 6–2. A poslední třetí vítězství zaznamenala v druhé polovině října, týden před turnajem mistryň, na BGL Luxembourg Open, když v boji o titul bez problémů přehrála další Rumunku Monicu Niculescuovou 6-2, 6-2.
Turnaje mistryň se účastnila také v předchozích dvou letech 2009 a 2010, v nichž skončila vždy v základní skupině.
Na žebříčku WTA před zahájením závěrečné události sezóny figurovala k 24. říjnu se ziskem 5 750 bodů na 4. místě. V další následné klasifikaci z 31. října postoupila na 3. místo s počtem 6 520 bodů.
V hledišti byl přítomen trenér Sam Sumyk.

#### Předchozí zápasy
V základní bílé skupině zaznamenala dvě hladká vítězství se Stosurovou a Na Li, když obě soupeřky získaly shodně po čtyřech hrách. Ve třetím zápase bílé skupiny nastoupila proti náhradnici a deváté hráčce žebříčku Bartoliové, která nahradila Rusku Šarapovovou. Ta si poranila levý kotník. V utkání, ve kterém měla Běloruska jistý postup, na Francouzku nestačila a poedlehla jí ve třech setech.
V sobotním druhém semifinále dvouhry se jako vítězka bílé skupiny utkala s druhou v pořadí z červené skupiny, a to šestou hráčkou světa Ruskou Zvonarevovou, kterou porazila ve dvou sadách.
| Datum     | Fáze         | Soupeřka               | Výsledek      |
| --------- | ------------ | ---------------------- | ------------- |
| 26. října | Bílá skupina | Samantha Stosurová (7) | 6–2, 6–2      |
| 27. října | Bílá skupina | Li Na (6)              | 6–2, 6–2      |
| 26. října | Bílá skupina | Marion Bartoliová (9)  | 7–5, 4–6, 4–6 |
| 29. října | Semifinále   | Věra Zvonarevová (6)   | 6–2, 6–3      |

### Další aktéři
Hlavní rozhodčí zápasu byla Řekyně Eva Asderakiová. Na průběhu zápasu se také podíleli čároví rozhodčí a sběrači míčů.

## Průběh zápasu
Utkání se uskutečnilo v neděli 30. října od 17:00 hod místního času (14:00 UTC, 16:00 SEČ).
| Set                     | 1.     | 2.     | 3.     |
| ----------------------- | ------ | ------ | ------ |
| Petra Kvitová (3)       | 7      | 4      | 6      |
| Viktoria Azarenková (4) | 5      | 6      | 4      |
| Čas                     | 52 min | 47 min | 49 min |

### 1. set
Kvitová zahájila utkání podáním v 16:10 hodin středoevropského času a připsala si úvodní hru zápasu. Ve druhém gamu Češka proměnila při poměru míčů 15:40 první ze dvou breakbolů a zvýšila vedení na 2–0. Následně pokračovala ziskem dalších tří her v řadě, když za stavu 3–0 a 30:40 při servisu Azarenkové využila nabídnutého breakbolu a tvrdým bekhendem upravila na 4–0. Výborný vstup do zápasu potvrdila pátou hrou za sebou.
Azarenková však za stavu 0–5 na gamy převzala aktivitu a zahájila „stíhací jízdu“. Za stavu 5–1 měla Kvitová možnost poprvé podávat na vítězství v setu. V dané hře však nevyhrála ani jeden míč a čtvrtá nasazená čistou hrou snížila na 2–5. Při podání Bělorusky pak prostějovská hráčka získala první dvě šance na ukončení setu, ale stav 15:40 nedokázala dovést do vítězného konce. Ani druhou šanci na ukončení sady při svém podání při poměru her 5–3 Češka nevyužila, když za stavu 0:40 protihráčce nabídla tři breakboly. Běloruska v dalším průběhu srovnala na 5–5 a také zaznamenala pět gamů v řadě.
Kvitová si následně podržela servis a zvýšila poměr her na 6–5. Azarenková při svém následném podání a stavu míčů 15:40 soupeřce nabídla třetí a čtvrtý setbol, které ovšem úspěšně odvrátila a srovnala na shodu. Češka z další výhody ovšem proměnila pátou možnost a ukončila úvodní set poměrem 7–5.
Hrálo se v něm 52 minut.

### 2. set
Druhý set zahájila Kvitová vítězným servisem. Za stavu 1–1 na gamy však čtvrtá nasazená Běloruska při poměru 15:40 z pohledu podávající proměnila breakbol.
Následoval první re-break utkání, když si Češka vzala ztracené podání zpět a vyrovnala na 2–2. Azarenková proměnila v příští hře za stavu 30:40 druhý breakbol a opět vyhrála game z pozice hráčky na příjmu. Tento zisk potvrdila, i díky úspěšnému odvrácení breakbolu, ziskem podání a zvýšila na rozdíl dvou her v poměru 4–2.
Ve zbytku sady si obě soupeřky již podržely svá podání. Azarenková dovedla druhé dějství do vítězného konce poté, co za stavu 5–4 a 40:30 proměnila první setbol a poměrem 6–4 na gamy vyrovnala sady zápasu na jedna ku jedné.
Celý set trval 47 minut

### 3. set
Také třetí sadu zahájila Češka na podání a Bělorusce hned v úvodu nabídla tři breakboly v řadě, když na míče prohrávala již 0:40. Po vyrovnání na shodu soupeřka získala ještě jednu možnost získat úvodní game, ale nevyužila ji a tak prohrávala 1–0.

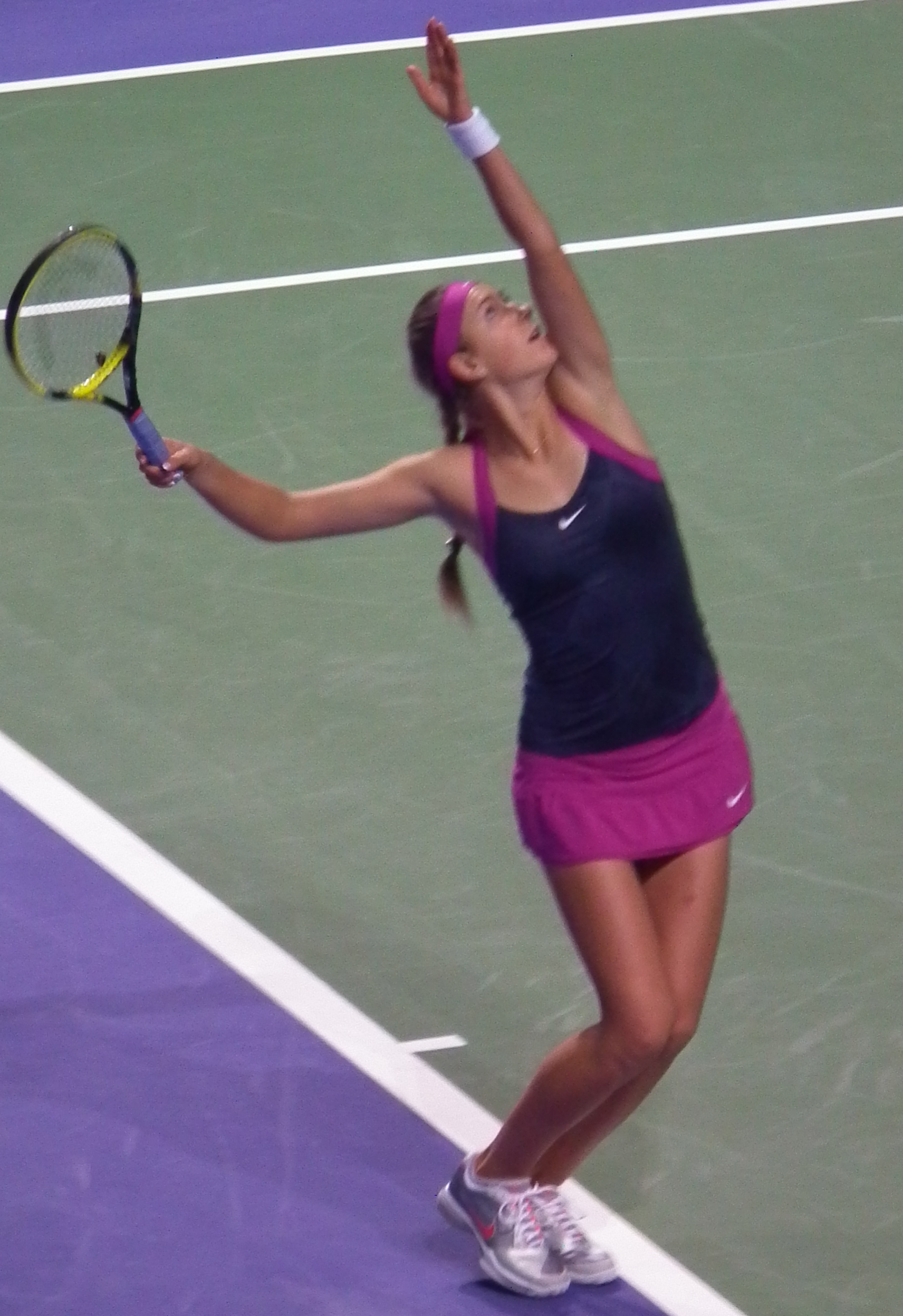
Podávající Azarenková

Druhá hra za stavu 30:40 z pohledu podávající naopak nabídla šanci Češce. Rodačka z Bílovce poté, co zriternovala pod nohy Azarenkové, první příležitost proměnila a zvýšila na rozdíl dvou her. Tento stav následně potvrdila čistou hrou a upravila skóre na 3–0 ve svůj prospěch. Běloruska si již do konce utkání nevytvořila žádnou breakovou příležitost.
Obě hráčky si poté dvakrát podržely servis. Během podání běloruské turnajové čtyřky za stavu 2–5 na gamy a shodě měla Kvitová první mečbolovou možnost ukončit utkání. Tu však nevyužila. Azarenková mečbol odvrátila vítězným bekhendovým volejem a následně si připsala celou hru.
Při poměru her 5–3 podávala Češka na vítězství do zápasu i celého turnaje. Nepříznivý stav 0:15 dokázala otočit třemi vítěznými míči a při poměru 40:15 získala druhý a třetí mečbol v pořadí. První z nich proměnila, sadu vyhrála 6–3 na gamy a celé utkání na sety pak dva ku jedné.
Délka třetího setu činila 49 minut a celkově zápas trval dvě hodiny a dvacet osm minut.

### Závěrečný ceremoniál
Po skončení finále došlo k předávání pohárů vítězkám a finalistkám, jak čtyřhry, tak dvouhry, a to za přítomnosti organizátorů a zástupců sponzorů TEB (Türk Ekonomi Bankasý), BNP Paribas a dalších. Po ocenění hráček čtyřhry obdržela Viktoria Azarenková vázu pro finalistku dvouhry a prohlásila, že si „… Petra vítězství zasloužila. Hrála naprosto fantasticky a odvedla skvělou práci.“ Na závěr ceremoniálu převzala pohár Billie Jean Kingové pro vítězku turnaje mistryň Petra Kvitová a současně vyjádřila své pocity:
| „               | Těžko hledám slova. Když jsem začínala sezonu, tak jsem si neuměla představit, že tady budu stát jako vítězka a budu mít i grandslamový titul. Je to jako sen. | “ |
| — Petra Kvitová | |   |

## Celkové statistiky
| Celkové statistiky zápasu        | Celkové statistiky zápasu             | Celkové statistiky zápasu |
| Kvitová                          | Statistiky                            | Azarenková                |
| -------------------------------- | ------------------------------------- | ------------------------- |
| 63 z 89 = 71 %                   | % úspěšnosti 1. podání                | 77 ze 100 = 77 %          |
| 3                                | Esa                                   | 0                         |
| 1                                | Dvojchyby                             | 3                         |
| 54 z 89 = 61 %                   | % vítězných míčů na podání            | 57 ze 100 = 57 %          |
| 39 ze 63 = 62 %                  | % vítězných míčů u 1. podání          | 43 ze 77 = 56 %           |
| 15 z 26 = 58 %                   | % vítězných míčů u 2. podání          | 14 z 23 = 61 %            |
| 43 ze 100 = 43 %                 | Vítězných míčů na příjmu              | 35 z 89 = 39 %            |
| 34 ze 77 = 44 %                  | Vítězných míčů na příjmu po 1. podání | 24 z 63 = 38 %            |
| 9 z 23 = 39 %                    | Vítězných míčů na příjmu po 2. podání | 11 z 26 = 42 %            |
| 5 z 12 = 42 %                    | Proměněných brejkbolů                 | 4 z 9 = 44 %              |
| 5 z 9 = 56 %                     | Zachráněných brejkbolů                | 7 z 12 = 58 %             |
| 97 ze 189 = 51 %                 | Celkově získané míče                  | 92 z 189 = 49 %           |
| 17                               | Počet vyhraných her                   | 14                        |
| 16                               | Počet her na podání                   | 15                        |
| 15                               | Počet her na příjmu                   | 16                        |
| Celkový čas: 2 hodiny a 28 minut |                                       |                           |

## Body a výdělek
Petra Kvitová za výhru na turnaji získala 1 500 bodů do žebříčku WTA, z toho bylo 690 bodů za tři vítězství v základní skupině a zbylých 810 bodů pak za finálovou fázi. Na odměnách vydělala 1 750 000 dolarů, z toho 455 000 dolarů po odehrání základní skupiny a dalších 1 295 000 dolarů za finálovou fázi.
Za celou sezónu 2011 si připsala největší finanční hotovost ze všech tenistek okruhu WTA, konkrétně 5 145 943 dolarů. To je částka, kterou k roku 2011 v jedné sezóně nevydělal žádný český tenista.
Viktoria Azarenková za finálovou účast obdržela 890 bodů do žebříčku, z toho 530 bodů v základní skupině a 360 bodů ve finálové fázi. Na odměnách obdržela 775 000 dolarů, 340 000 po odehrání základní části a zbylých 435 000 dolarů jako finalistka.

## Odezva
Na vítězství Kvitové reagovali osobností politického a sportovního života.
Prezident republiky Václav Klaus zaslal půl hodiny po vítězství blahopřejný telegram:
| „              | Milá Petro, s velkým napětím jsem sledoval Vaše dnešní dramatické a hlavně vítězné finále Turnaje mistryň. Dovolte mi, abych Vám pogratuloval k dalšímu velkému sportovnímu úspěchu. Vyhrát Turnaj mistryň, a to způsobem, který jste v Istanbulu předvedla nejenom ve finále, je opravdu úctyhodné. … | “ |
| — Václav Klaus | |   |

Ivo Kaderka, prezident Českého tenisového svazu, prohlásil:
| „             | Měli bychom si toho vážit a dlouho si to pamatovat. … Je to nádherný úspěch, že Petra zakončila sezonu takovým výsledkem. … Už dřív jsem říkal, že má Petra na to být úplně nejvýš, jenom to vzala hodně hopem, ještě rychleji, než jsem čekal. | “ |
| — Ivo Kaderka | |   |

Jana Novotná, vítězka dvouhry i čtyřhry turnaje mistryň z roku 1997, uvedla:
| „              | Petra nejvíc bojovala, nejvíc chtěla vyhrát, využila svého leváckého servisu a ukázala ve hře nejvíc kreativity na kurtu. | “ |
| — Jana Novotná | |   |

## Následný program
Z Istanbulu odletěla Kvitová s finalistkou čtyřhry Květou Peschkeovou do Moskvy na poslední akci tenisové sezóny – finále Fed Cupu mezi Českou republikou a Ruskem, hrané v termínu 5.–6. listopadu 2011.